# G及H級驅逐艦
G级和H级驱逐舰 是1935年-1939年间24艘英国皇家海军建造的驱逐舰(两条转给皇家加拿大海军一条转给波兰) 16条在二战当中损失。还有一条在建造中完全损失。还有一些其他的是为阿根廷海军巴西海军和希腊海军建造。